# Liste grenzüberschreitender und transnationaler Welterbestätten

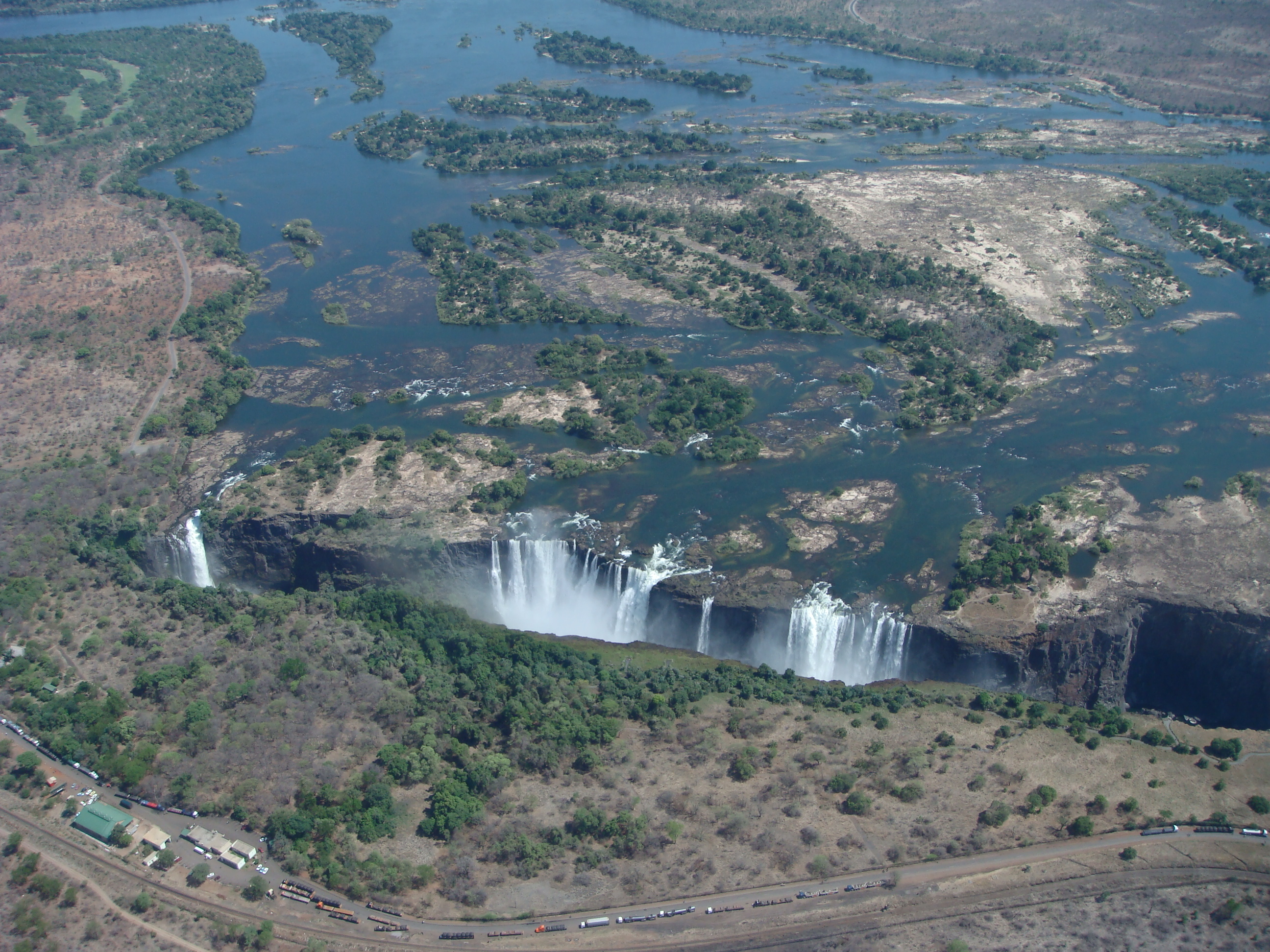
Grenzüberschreitende Naturerbestätte Victoriafälle

Grenzüberschreitende und transnationale Welterbestätten sind Stätten des  UNESCO-Welterbes, die mehr als einem Staat zugeordnet sind. Die meisten Welterbestätten der UNESCO sind dem Vertragsstaat der Welterbekonvention zugeordnet, auf dessen Territorium sie liegen. Die Welterbestätten, die auf dem Territorium mehr als eines Staates liegen, werden als grenzüberschreitend oder transnational bezeichnet. Sie verdeutlichen in besonderer Weise die Grundsätze der internationalen Zusammenarbeit und Solidarität, die der Welterbekonvention zugrunde liegen. Die konkrete Ausformung internationaler Zusammenarbeit manifestiert sich vor allem im Management dieser Welterbestätten.

## Überblick
Die Deutsche UNESCO-Kommission unterscheidet diese beiden Begriffe wie folgt:
- Eine grenzüberschreitende Welterbestätte ist ein zusammenhängendes Gebiet, das sich über zwei oder mehr Vertragsstaaten der Welterbekonvention erstreckt, wie z. B. der Muskauer Park, der sich auf deutschem und polnischem Staatsgebiet befindet.
- Eine transnationale Welterbestätte setzt sich aus zwei oder mehr geografisch getrennten Teilgebieten in zwei oder mehr Vertragsstaaten der Welterbekonvention zusammen, wie z. B. das architektonische Werk von Le Corbusier.

Auch in den Richtlinien für die Durchführung des Übereinkommens zum Schutz des Kultur- und Naturerbes der Welt wird ein grenzüberschreitendes Gut (transboundary property) als einzelnes Gut definiert, das sich in dem Hoheitsgebiet aller betroffenen Vertragsstaaten befindet, die an das Gut
angrenzen, und ein transnationales Gut (transnational property) als ein aus mehreren Bestandteilen bestehendes Sammelgut (serial property), dessen Bestandteile sich innerhalb des Hoheitsgebiets verschiedener Vertragsstaaten befinden, die nicht aneinander angrenzen müssen.
Bei der Klassifizierung der Welterbestätten auf der Website des UNESCO Welterbe-Zentrums wird diese Unterscheidung jedoch nicht vorgenommen. Unter der Bezeichnung englisch transboundary bzw. französisch transfrontalier werden dort alle Welterbestätten erfasst, an denen zwei oder mehr Vertragsstaaten beteiligt sind.
Manchen dieser grenzüberschreitenden oder transnationalen Welterbestätten liegt eine gemeinsame Nominierung durch mehrere Vertragsstaaten zugrunde. Beispiele dafür sind unter anderen Prähistorische Pfahlbauten um die Alpen, Sangha Trinational und die beiden obigen Beispiele des Muskauer Parks und des Werks von Le Corbusier.
Andere dieser Stätten wurden zunächst als nationales Welterbe anerkannt und erst durch spätere Erweiterungen zu grenzüberschreitenden oder transnationalen Welterbestätten. Ein Beispiel dafür ist der Nationalparkkomplex W-Arly-Pendjari, von dem der zu Niger gehörende Teil des Nationalpark W bereits 1996 in die Welterbeliste eingetragen worden war, der aber erst 2017 durch die Erweiterung um Gebiete in Burkina Faso und Benin zur grenzüberschreitenden Welterbestätte wurde.
In den Richtlinien für die Durchführung des Übereinkommens zum Schutz des Kultur- und Naturerbes der Welt werden die beiden vorgenannten Wege zur Bildung einer grenzüberschreitenden oder transnationalen Welterbestätte beschrieben. Den betroffenen Vertragsstaaten wird dringend empfohlen, einen gemeinsamen Verwaltungsausschuss oder ein ähnliches Gremium einzurichten, um die Verwaltung der gesamten Welterbestätte zu überwachen.

## Grenzüberschreitende oder transnationale Welterbestätten
Mit Stand August 2023 sind 43 grenzüberschreitende oder transnationale Stätten in der Welterbeliste eingetragen, 24 als Kulturerbe (K), 16 als Naturerbe (N) und drei als gemischte Stätten (K/N). Mit dem Strengen Naturreservat Berg Nimba steht eine der grenzüberschreitenden Naturerbestätten auf der Liste des gefährdeten Welterbes, (G). Insgesamt sind 67 Vertragsstaaten an mindestens einer grenzüberschreitenden oder transnationalen Stätte beteiligt.
Die folgende Tabelle listet diese Stätten in chronologischer Reihenfolge nach dem Jahr, in dem sie transnational oder grenzüberschreitend wurden.
| Bild | Bezeichnung | Jahr | Typ   | Ref. | Vertragsstaaten                                                                                                | Anmerkungen |
| ---- | --- | ---- | ----- | ---- | --- | --- |
|      | Parksystem Kluane / Wrangell-St. Elias / Glacier Bay / Tatshenshini-Alsek                                                | 1979 | N     | 72   | Kanada USA | 1979 als grenzüberschreitende Naturerbestätte eingeschrieben, 1992 und 1994 erweitert. |
|      | Strenges Naturreservat Berg Nimba                                                                                        | 1981 | N (G) | 155  | Elfenbeinküste Guinea                                                                                          | |
|      | Jesuitenreduktionen der Guaraní                                                                                          | 1984 | K     | 275  | Argentinien Brasilien                                                                                          | 1983 waren zunächst die Ruinen der brasilianischen Missionsstation von São Miguel das Missões als Weltkulturerbe eingetragen worden, 1984 wurde das Welterbe um die argentinischen Missionen Nuestra Señora de Loreto, Nuestra Señora de Santa Ana, San Ignacio Miní und Santa Maria la Mayor erweitert. |
|      | Mosi-oa-Tunya / Victoria-Fälle                                                                                           | 1989 | N     | 509  | Sambia Simbabwe                                                                                                | |
|      | Historisches Zentrum Roms, die extraterritorialen Stätten des Heiligen Stuhls in der Stadt und Sankt Paul vor den Mauern | 1990 | K     | 91   | Italien Heiliger Stuhl                                                                                         | Schon 1980 bei der Eintragung des historischen Zentrum Roms als italienisches Welterbe hatte das Welterbekomitee empfohlen, den Heiligen Stuhl einzuladen, der Welterbe-Konvention beizutreten und die Welterbestätte zu erweitern. Gemäß einem von Italien und dem Heiligen Stuhl gemeinsam eingereichten Antrag wurden 1990 die in der Altstadt Roms liegenden exterritorialen Besitzungen des Heiligen Stuhls und die außerhalb der Altstadt liegende Basilika Sankt Paul vor den Mauern mit in das Welterbe aufgenommen. |
|      | Talamanca-Gebirge und Nationalpark La Amistad                                                                            | 1990 | N     | 205  | Costa Rica Panama                                                                                              | Das 1983 eingerichtete Weltnaturerbe wurde 1990 durch die Erweiterung um den Nationalpark La Amistad zum grenzüberschreitenden Welterbe. |
|      | Waldgebiet Białowieża | 1992 | N     | 33   | Polen Belarus                                                                                                  | Das 1979 in Polen eingerichtete Welterbe wurde durch die Erweiterung von 1992 zum grenzüberschreitenden Welterbe. |
|      | Waterton-Glacier International Peace Park                                                                                | 1995 | N     | 354  | Kanada USA | |
|      | Höhlen im Aggteleker und Slowakischen Karst                                                                              | 1995 | N     | 725  | Slowakei Ungarn                                                                                                | Das im östlichen Grenzgebiet zwischen Ungarn und der Slowakei gelegene Naturerbe umfasst etwa 566 km2 mit mehr als 1000 bekannten Höhlen. |
|      | Pyrenäen – Mont Perdu | 1999 | K/N   | 773  | Frankreich Spanien                                                                                             | 1997 als französische Stätte eingerichtet, zwei Jahre später um den spanischen Teil erweitert. |
|      | Kurische Nehrung | 2000 | K     | 994  | Litauen Russland                                                                                               | Das die fast 100 km lange Halbinsel umfassende Welterbe wird durch die russisch-litauische Grenze in zwei fast gleich große Bereiche geteilt. |
|      | Kulturlandschaft Fertő/Neusiedler See                                                                                    | 2001 | K     | 772  | Österreich Ungarn                                                                                              | Teilgebiete des grenzüberschreitenden Kulturerbes sind auch im Rahmen weiterer UNESCO-Programme als Biosphärenreservat und gemäß der Ramsar-Konvention unter Schutz gestellt. |
|      | Uws-Nuur-Becken | 2003 | N     | 769  | Mongolei Russland                                                                                              | Die Naturerbestätte besteht aus zwölf Teilarealen, sieben nördlich, fünf südlich der mongolisch-russischen Grenze. Da Russland und die Mongolei verschiedenen UNESCO-Regionen zugerechnet werden, ist dies die erste „transregionale“ Welterbestätte. |
|      | Muskauer Park / Park Mużakowski                                                                                          | 2004 | K     | 1127 | Deutschland Polen                                                                                              | |
|      | Grenzen des Römischen Reiches (Welterbe)                                                                                 | 2005 | K     | 430  | Vereinigtes Königreich Deutschland                                                                             | Das seit 1987 bestehende Kulturerbe Hadrianswall in Nordengland wurde 2005 durch die Erweiterung um den Obergermanisch-Raetischen Limes zu einem transnationalen Welterbe mit der Bezeichnung Grenzen des Römischen Reichs. 2008 wurde dieses Welterbe um den Antoninuswall in Südschottland erweitert. |
|      | Belfriede in Belgien und Frankreich                                                                                      | 2005 | K     | 943  | Belgien Frankreich                                                                                             | Das Welterbe umfasste bei der Einschreibung 1999 zunächst 32 Belfriede in Flandern und Wallonien, 2005 grenzüberschreitend erweitert um 23 französische und einen weiteren belgischen Belfried. |
|      | Struve-Bogen | 2005 | K     | 1187 | Norwegen Schweden Finnland Russland Estland Lettland Litauen Belarus Ukraine Moldau                            | Das Weltkulturerbe Struve-Bogen versammelt 34 repräsentative Messpunkte in zehn Ländern, die sich in Nord-Süd-Richtung über etwa 2800 km erstrecken. Dieses Kulturerbe würdigt die internationale, wissenschaftliche Zusammenarbeit während der fast 40-jährigen Messkampagne zur genauen Bestimmung der Erdfigur in der ersten Hälfte des 19. Jahrhunderts. |
|      | Höga Kusten / Kvarken-Archipel                                                                                           | 2006 | N     | 898  | Finnland Schweden                                                                                              | Das bi-nationale Naturerbe stellt die geologisch bedeutende Küstenzone sowie marine Ökosysteme im Bottnischen Meerbusen unter Schutz. |
|      | Senegambische Steinkreise                                                                                                | 2006 | K     | 1226 | Gambia Senegal                                                                                                 | Das 2006 eingetragene, bi-nationale Kulturerbe umfasst vier Gruppen von Steinkreisen, die Steinkreise von Kerr Batch und Wassu in Gambia sowie die Steinkreise von Sine Ngayène und Wanar im Senegal. |
|      | Alte Buchenwälder und Buchenurwälder der Karpaten und anderer Regionen Europas                                           | 2007 | N     | 1133 | Albanien Belgien Bulgarien Deutschland Italien Kroatien Österreich Rumänien Slowakei Slowenien Spanien Ukraine | Bereits 2007 als bi-nationales Welterbe der Slowakei und der Ukraine mit der Bezeichnung Buchenurwälder in den Karpaten eingetragen, wurde das Naturerbe 2011 um fünf deutsche alte Buchenwälder erweitert, und nochmals 2017 auf neun weiteren Staaten ausgedehnt. Das Naturerbe besteht nunmehr aus 78 einzeln ausgewiesenen Waldgebieten. Die Gesamtfläche der eingetragenen Buchenwälder beträgt 92.023 ha, wovon etwa 30 Prozent in der Ukraine liegen.                                                                 |
|      | Rhätische Bahn in der Landschaft Albula/Bernina                                                                          | 2008 | K     | 1276 | Italien Schweiz                                                                                                | Bi-nationales Welterbe aufgrund des etwa 2,5 km lange Streckenabschnitts der Berninabahn von der schweizerisch-italienischen Grenze bis Tirano in Italien. |
|      | Wattenmeer der Nordsee                                                                                                   | 2009 | N     | 1314 | Dänemark Deutschland Niederlande                                                                               | Zunächst 2009 als bi-nationales Welterbe der Niederlande und Deutschlands eingerichtet, wurde das Naturerbe 2014 um das dänische Wattenmeer zu einem tri-nationalen Welterbe erweitert. Bereits 2011 war der deutsche Beitrag um den Nationalpark Hamburgisches Wattenmeer erweitert worden. Teilgebiete des Welterbes sind auch im Rahmen weiterer UNESCO-Programme als Biosphärenreservat und gemäß der Ramsar-Konvention unter Schutz gestellt.                                                                           |
|      | Prähistorische Felsritzungen im Tal von Côa und in Siega Verde                                                           | 2010 | K     | 866  | Spanien Portugal                                                                                               | Das 1998 eingetragene Welterbe umfasste zunächst den portugiesischen Parque Arqueológico do Vale do Côa und wurde 2010 um das spanische Siega Verde erweitert. |
|      | Monte San Giorgio | 2010 | N     | 1090 | Italien Schweiz                                                                                                | Zunächst 2003 als Schweizer Welterbe eingetragen, wurde das Naturerbe sieben Jahre später um den italienischen Teil nach Süden erweitert. |
|      | Prähistorische Pfahlbauten um die Alpen                                                                                  | 2011 | K     | 1363 | Deutschland Frankreich Italien Österreich Schweiz Slowenien                                                    | Das serielle Welterbe umfasst 111 Areale, davon 56 in der Schweiz, 19 in Italien, 18 in Deutschland, 11 in Frankreich, 5 in Österreich und 2 in Slowenien. |
|      | Sangha Trinational | 2012 | N     | 1380 | Kamerun Republik Kongo Zentralafrikanische Republik                                                            | Das Weltnaturerbe wurde 2012 als tri-nationales Welterbe eingerichtet und umfasst die Nationalparks Nouabalé-Ndoki, Lobéké und Dzanga-Ndoki in der Republik Kongo, in Kamerun und in der Zentralafrikanischen Republik. |
|      | Historische Stätten der Quecksilbergewinnung: Almadén und Idrija                                                         | 2012 | K     | 1313 | Slowenien Spanien                                                                                              | Das Welterbe umfasst die Quecksilberbergwerke von Almadén und Idrija mit der jeweils zugehörigen Infrastruktur. |
|      | Maloti-Drakensberg-Park                                                                                                  | 2013 | K/N   | 985  | Lesotho Südafrika                                                                                              | Das Welterbe umfasste 2000 den Ukhahlamba-Drakensberg Park und seit 2013 den Sehlabathebe-Nationalpark in Lesotho. |
|      | Holzkirchen der Karpatenregion in Polen und der Ukraine                                                                  | 2013 | K     | 1424 | Polen Ukraine                                                                                                  | Jeweils acht polnische und ukrainische Holzkirchen in den nördlichen Karpaten. |
|      | Qhapaq Ñan – Anden-Straßensystem                                                                                         | 2014 | K     | 1459 | Argentinien Bolivien Chile Ecuador Kolumbien Peru                                                              | Die Hauptstrecke, auch Königsstraße der Anden oder Große Inkastraße genannt, erstreckt sich in Nord-Süd-Richtung über etwa 6000 km. Das Straßennetzwerk hat einschließlich Nebenstrecken und Querverbindungen eine Gesamtlänge von mehr als 30.000 km. Das Welterbe setzt sich zusammen aus 137 Einzelarealen mit 308 archäologischen Fundstätten, die etwa 600 km des Straßensystems abdecken. |
|      | Seidenstraßen: das Straßennetzwerk des Chang'an-Tianshan-Korridors                                                       | 2014 | K     | 1442 | Volksrepublik China Kasachstan Kirgisistan                                                                     | |
|      | Westliches Tian-Shan-Gebirge                                                                                             | 2016 | N     | 1490 | Kasachstan Kirgisistan Usbekistan                                                                              | |
|      | Das architektonische Werk von Le Corbusier – ein herausragender Beitrag zur „Modernen Bewegung“                          | 2016 | K     | 1321 | Argentinien Belgien Deutschland Frankreich Indien Japan Schweiz                                                | Das serielle Weltkulturerbe umfasst 17 Einzelstätten in drei UNESCO-Regionen. Der Schwerpunkt liegt in Europa mit zehn Stätten in Frankreich, zwei in der Schweiz und jeweils einer in Belgien und Deutschland, außerhalb Europas sind Argentinien, Indien und Japan mit je einer Stätte beteiligt. |
|      | Stećci – Mittelalterliche Grabsteine                                                                                     | 2016 | K     | 1504 | Bosnien und Herzegowina Kroatien Montenegro Serbien                                                            | Das serielle Weltkulturerbe umfasst 30 Grabstein-Ensembles an 28 Orten. Der Schwerpunkt liegt mit 22 Ensembles in Bosnien und Herzegowina, dazu kommen zwei Ensembles im südlichen Kroatien und jeweils drei Ensembles im westlichen Montenegro und westlichen Serbien. |
|      | Nationalparkkomplex W-Arly-Pendjari                                                                                      | 2017 | N     | 749  | Benin Burkina Faso Niger                                                                                       | Der zum Niger gehörende Teil des Nationalpark W war 1996 in die Liste des Welterbes eingeschrieben worden, 2017 Erweiterung um den Nationalpark Arly in Burkina Faso und den Nationalpark Pendjari im Benin. |
|      | Daurische Landschaften                                                                                                   | 2017 | N     | 1448 | Mongolei Russland                                                                                              | Umfasst unter anderem das Daurische Naturreservat in Russland. Nach dem Uws-Nuur-Becken ist dies das zweite gemeinsame Naturerbe Russlands und der Mongolei. |
|      | Venezianisches Verteidigungssystem des 16. bis 17. Jahrhunderts                                                          | 2017 | K     | 1533 | Italien Kroatien Montenegro                                                                                    | Das Welterbe umfasst insgesamt sechs befestigte Städte, in Italien Bergamo, Peschiera del Garda und Palmanova, in Kroatien Zadar und die Festung St. Nikola in Šibenik-Knin sowie Kotor in Montenegro. |
|      | Natur- und Kulturerbe der Ohrid-Region                                                                                   | 2019 | K/N   | 99   | Nordmazedonien Albanien                                                                                        | Die auf mazedonischer Seite liegende Kulturlandschaft wurde 1979 als Welterbe eingetragen. Seit der Erweiterung 2019 gehört auch der albanische Teil des Sees und der Kulturlandschaft zu diesem Welterbe. |
|      | Montanregion Erzgebirge                                                                                                  | 2019 | K     | 1478 | Deutschland Tschechien                                                                                         | Grenzüberschreitendes Welterbe mit sieben Bergbaugebieten in Deutschland und fünf Bestandteilen in Tschechien. |
|      | Kolonien der Barmherzigkeit                                                                                              | 2021 | K     | 1555 | Belgien Niederlande                                                                                            | |
|      | Grenzen des Römischen Reichs – Donaulimes (westliches Segment)                                                           | 2021 | K     | 1608 | Deutschland Österreich Slowakei                                                                                | Abschnitt des Donaulimes im heutigen Bayern, in Österreich und in der Slowakei. Der ungarische Abschnitt des Donaulimes bleibt vorerst ausgeklammert, weil Ungarn sich aus der zunächst gemeinsam mit Deutschland, Österreich und der Slowakei eingereichten Bewerbung zurückgezogen hatte. |
|      | Bedeutende Kurstädte Europas                                                                                             | 2021 | K     | 1613 | Belgien Deutschland Frankreich Italien Österreich Tschechien Vereinigtes Königreich                            | Zusammenschluss von elf traditionsreichen und in ihrer Bedeutung herausragenden europäischen Kurstädten. |
|      | Niedergermanischer Limes                                                                                                 | 2021 | K     | 1631 | Deutschland Niederlande                                                                                        | Ehemalige Grenze zwischen den römischen Provinzen Germania inferior und Germania magna. |
|      | Koutammakou – Land der Batammariba                                                                                       | 2023 | K     | 1140 | Benin Togo | Die Landschaft Koutammakou wird von den Batammariba bewohnt. Die Häuser sind aus Lehm gebaut und oft zweigeschossig. |

## Sonderfälle
Manchen Stätten, die Potential für transnationale und grenzüberschreitende Welterbestätten hätten oder gehabt hätten, wurden dennoch als voneinander getrennte Welterbestätten in die Welterbeliste eingetragen.
| Bild | Bezeichnung                                               | Jahr | Typ | Ref. | Vertragsstaaten     | Anmerkungen |
| ---- | --------------------------------------------------------- | ---- | --- | ---- | ------------------- | --- |
|      | Nationalpark Iguazú                                       | 1984 | N   | 303  | Argentinien         | Mit zwei Jahren Abstand wurden die beiden Nationalparks, die den argentinischen bzw. brasilianischen Teil der Iguazú/Iguaçu-Wasserfälle umfassen, als zwei selbständige Weltnaturerbestätten eingetragen. |
|      | Nationalpark Iguaçu                                       | 1986 | N   | 355  | Brasilien           | Mit zwei Jahren Abstand wurden die beiden Nationalparks, die den argentinischen bzw. brasilianischen Teil der Iguazú/Iguaçu-Wasserfälle umfassen, als zwei selbständige Weltnaturerbestätten eingetragen. |
|      |                                                           |      |     |      |                     | |
|      | Nationalpark Sundarbans                                   | 1987 | N   | 452  | Indien              | Zehn Jahre nachdem der indische Nationalpark Sundarbans zum Weltnaturerbe erklärt wurde, wurden auch Mangrovenwälder der Sundarbans in Bangladesch in die Liste des Welterbes eingetragen. Beides sind eigenständige Naturerbestätten. |
|      | Mangrovenwälder der Sundarbans                            | 1997 | N   | 798  | Bangladesch         | Zehn Jahre nachdem der indische Nationalpark Sundarbans zum Weltnaturerbe erklärt wurde, wurden auch Mangrovenwälder der Sundarbans in Bangladesch in die Liste des Welterbes eingetragen. Beides sind eigenständige Naturerbestätten. |
|      |                                                           |      |     |      |                     | |
|      | Pilgerwege nach Santiago de Compostela                    | 1993 | K   | 669  | Spanien             | Santiago de Compostela ist das Ziel von zahllosen Pilgern aus ganz Europa. Um ihr Ziel in Spanien zu erreichen, müssen die Pilger Frankreich über den Via Turonensis, Via Lemovicensis, Via Podiensis oder Via Tolosana durchqueren. Dieses Welterbe schützt eine Reihe der wichtigsten historischen Denkmäler auf diesen Wegen. In Spanien wurde der klassische Jakobsweg aus den Pyrenäen Richtung Santiago de Compostela, der Camino Francés, 1993 in das Welterbe aufgenommen. 2015 wurde die Welterbestätte um vier weitere Routen und 16 Einzelstätten in Nordspanien erweitert. Zu den Routen zählen Camino de la Costa, Camino Vasco del Interior, Camino de Liébana und Camino Primitivo. |
|      | Wege der Jakobspilger in Frankreich                       | 1998 | K   | 868  | Frankreich          | Santiago de Compostela ist das Ziel von zahllosen Pilgern aus ganz Europa. Um ihr Ziel in Spanien zu erreichen, müssen die Pilger Frankreich über den Via Turonensis, Via Lemovicensis, Via Podiensis oder Via Tolosana durchqueren. Dieses Welterbe schützt eine Reihe der wichtigsten historischen Denkmäler auf diesen Wegen. In Spanien wurde der klassische Jakobsweg aus den Pyrenäen Richtung Santiago de Compostela, der Camino Francés, 1993 in das Welterbe aufgenommen. 2015 wurde die Welterbestätte um vier weitere Routen und 16 Einzelstätten in Nordspanien erweitert. Zu den Routen zählen Camino de la Costa, Camino Vasco del Interior, Camino de Liébana und Camino Primitivo. |
|      |                                                           |      |     |      |                     | |
|      | Land des Weihrauchs                                       | 2000 | K   | 1010 | Oman                | Die Kulturerbestätte im Oman war 2000 zunächst unter der Bezeichnung Die Weihrauchstraße in das Welterbe aufgenommen worden, und wurde 2005 umbenannt in Land des Weihrauchs. Ebenfalls 2005 wurde die Welterbestätte Weihrauchstraße – Wüstenstädte im Negev in Israel in die Liste des Welterbes eingeschrieben. Beide Stätten stehen im engen Zusammenhang mit der Weihrauchstraße, einer der ältesten Handelsrouten der Welt. |
|      | Weihrauchstraße – Wüstenstädte im Negev                   | 2005 | K   | 1107 | Israel              | Die Kulturerbestätte im Oman war 2000 zunächst unter der Bezeichnung Die Weihrauchstraße in das Welterbe aufgenommen worden, und wurde 2005 umbenannt in Land des Weihrauchs. Ebenfalls 2005 wurde die Welterbestätte Weihrauchstraße – Wüstenstädte im Negev in Israel in die Liste des Welterbes eingeschrieben. Beide Stätten stehen im engen Zusammenhang mit der Weihrauchstraße, einer der ältesten Handelsrouten der Welt. |
|      |                                                           |      |     |      |                     | |
|      | Holzkirchen im südlichen Kleinpolen                       | 2003 | K   | 1053 | Polen               | Seit 2003 gehören 6 römisch-katholische Holzkirchen zum Weltkulturerbe Holzkirchen im südlichen Kleinpolen. 2008 folgte die Welterbestätte Holzkirchen im slowakischen Teil der Karpaten mit 8 Kirchen (davon 2 römisch-katholisch, 3 evangelisch und 3 griechisch-orthodox). 2013 folgte die bi-nationale Welterbestätte Holzkirchen der Karpatenregion mit 16 Kirchen der ostkatholischen und griechisch-orthodoxen Kirche in Polen und der Ukraine. |
|      | Holzkirchen im slowakischen Teil der Karpaten             | 2008 | K   | 1273 | Slowakei            | Seit 2003 gehören 6 römisch-katholische Holzkirchen zum Weltkulturerbe Holzkirchen im südlichen Kleinpolen. 2008 folgte die Welterbestätte Holzkirchen im slowakischen Teil der Karpaten mit 8 Kirchen (davon 2 römisch-katholisch, 3 evangelisch und 3 griechisch-orthodox). 2013 folgte die bi-nationale Welterbestätte Holzkirchen der Karpatenregion mit 16 Kirchen der ostkatholischen und griechisch-orthodoxen Kirche in Polen und der Ukraine. |
|      | Holzkirchen der Karpatenregion                            | 2013 | K   | 1424 | Polen Ukraine       | Seit 2003 gehören 6 römisch-katholische Holzkirchen zum Weltkulturerbe Holzkirchen im südlichen Kleinpolen. 2008 folgte die Welterbestätte Holzkirchen im slowakischen Teil der Karpaten mit 8 Kirchen (davon 2 römisch-katholisch, 3 evangelisch und 3 griechisch-orthodox). 2013 folgte die bi-nationale Welterbestätte Holzkirchen der Karpatenregion mit 16 Kirchen der ostkatholischen und griechisch-orthodoxen Kirche in Polen und der Ukraine. |
|      |                                                           |      |     |      |                     | |
|      | Hauptstädte und Grabmäler des antiken Königreichs Koguryo | 2004 | K   | 1135 | Volksrepublik China | Das chinesische Welterbe umfasst die drei Hauptstädte Wunu Shancheng, Guonei Cheng und Wandu Shancheng des Königreichs Koguryŏ, das im 1. Jahrtausend n. Chr. das nördlichste und größte der drei Reiche von Korea war, sowie 40 der Gräber seiner Herrscher am Donggou-Fluss. Das nordkoreanische Welterbe besteht aus 12 Gruppen von Grabstätten der Könige von Koguryŏ aus der Zeit nach der Verlegung der Hauptstadt nach Pjöngjang. Obwohl im gleichen Jahr zum Welterbe erklärt, handelt es sich hierbei um zwei eigenständige Einträge in die Liste des Welterbes. |
|      | Koguryo-Grabstätten                                       | 2004 | K   | 1091 | Nordkorea           | Das chinesische Welterbe umfasst die drei Hauptstädte Wunu Shancheng, Guonei Cheng und Wandu Shancheng des Königreichs Koguryŏ, das im 1. Jahrtausend n. Chr. das nördlichste und größte der drei Reiche von Korea war, sowie 40 der Gräber seiner Herrscher am Donggou-Fluss. Das nordkoreanische Welterbe besteht aus 12 Gruppen von Grabstätten der Könige von Koguryŏ aus der Zeit nach der Verlegung der Hauptstadt nach Pjöngjang. Obwohl im gleichen Jahr zum Welterbe erklärt, handelt es sich hierbei um zwei eigenständige Einträge in die Liste des Welterbes. |